# Viga balcón
Una viga balcón es un elemento estructural cuyo eje baricéntrico es una curva plana y que soporta cargas perpendiculares a su plano de curvatura. Se diferencia del arco continuo en que en este último las cargas principales son paralelas, no perpendiculares, al plano osculador.
Debido a la geometría de las vigas balcón estas tienen siempre flexión como una viga ordinaria, pero combinada necesariamente con torsión ya que debido a la forma curvada el momento flector de una sección reaparece en secciones cercanas como momento torsor. Eso implica por ejemplo que la matriz de rigidez de una viga balcón curva tenga componentes no nulas {\displaystyle k_{ij}\neq 0\,} donde i y j son los números correspondientes a grados de libertad asociados a la flexión y el giro de los extremos de la viga balcón.
- Datos: Q6161887